# Tropidophorus guangxiensis
Espèce
Tropidophorus guangxiensis est une espèce de sauriens de la famille des Scincidae.

## Répartition
Cette espèce est endémique de République populaire de Chine. Elle se rencontre dans les provinces du Guangxi et du Hunan.

## Étymologie
Son nom d'espèce, composé de guangxi et du suffixe latin -ensis, « qui vit dans, qui habite », lui a été donné en référence au lieu de sa découverte, le Guangxi.

## Publication originale
- Wen, 1992 : A new species of the genus Tropidophorus (Reptilia: Lacertilia) from Guangxi Zhuang Autonomous Region, China. Asiatic Herpetological Research, vol. 4, p. 18–22 (texte intégral).